# 태드 링컨
토머스 "태드" 링컨(영어: Thomas "Tad" Lincoln, 1853년 4월 4일 ~ 1871년 7월 15일)은 미국의 16대 대통령 에이브러햄 링컨과 그의 아내 메리 토드 링컨 사이에서 넷째이자 막내 아들로 태어났다.